# Abbotts Cove
Ne doit pas être confondu avec Abbot Cove.
Abbotts Cove est une communauté située dans la province canadienne de Terre-Neuve-et-Labrador.